# Verrines
Pour l’article ayant un titre homophone, voir Verrine.
Cet article possède un paronyme, voir Verín.
Les Verrines (en latin In Verrem, « Contre Verrès ») sont une série de discours écrits par Cicéron et rédigés en 70 av. J.-C.. Ils étaient destinés à prouver que Caius Licinus Verres avait commis de nombreux vols en Sicile.

## Contexte
Cicéron fut questeur de Lilybée en Sicile. Il était apprécié de la population qui, cinq ans plus tard, fit appel à lui pour défendre ses intérêts face à leur ancien gouverneur, le préteur Verres, qui fut gouverneur de la Sicile de 73 à 71 et qui pilla allègrement les œuvres d’art des temples et des particuliers siciliens. Les Verrines, conservées intégralement, constituent l’ensemble des discours de Cicéron prononcés contre Verrès.
Ce n’était pas un procès facile, en effet les partisans de Verrès étaient puissants. Ils essayèrent de faire repousser le procès pour que le défenseur de Verrès, Quintus Hortensius Hortalus, soit consul au moment de celui-ci. Mais Cicéron se montra habile et réussit à repousser la manœuvre. Dès le début du procès, Cicéron produisit des preuves accablantes contre son adversaire qui n’attendit pas la sentence pour s’enfuir en exil à Massilla.

## Analyse
Le premier discours, Divinatio in Q. Caecilium, révèle les pièges tendus par le préteur pour déstabiliser son adversaire. Puis, dans une Prima actio, soutenu par un millier de témoignages, Cicéron lance ses premières accusations. Son éloquence fut telle que Verrès partit en exil au premier jour des débats sans plaider sa cause. Cicéron exploita néanmoins sa victoire judiciaire en publiant ses réquisitoires dans son Actio secunda. Composés en cinq parties, ce sont autant de pamphlets retraçant la carrière du préteur. Il développe par une argumentation précise et implacable les malversations, les tractations scandaleuses et les crimes de Verrès dès les débuts de sa préture urbaine à Rome (De praetura urbana), puis en Sicile, dans l'administration de la justice (De iurisdictione siciliensi), la perception des impôts et dîmes en nature (De re frumentaria). Cicéron poursuit par ses vols d'œuvres d'art (De signis) et ses cruels abus de pouvoir (De suppliciis). Au-delà de ce réquisitoire, tout le régime oligarchique était remis en cause. Pour Cicéron, il s'agissait de dénoncer les abus de la noblesse sénatoriale et de fixer l'idéal de liberté de la colonisation romaine.
Le succès populaire des Verrines établit la notoriété de Cicéron. Il vit surtout combien, par la parole seule, il représentait une force dans la cité.
Si les Verrines n'ont pas la force des œuvres de maturité, elles restent, sur le mode de vie des gouverneurs et le pillage des œuvres d'art lors de la période républicaine, une source historique et archéologique précieuse. Ces discours « établirent sa réputation de premier avocat romain et d'ennemi courageux de la corruption ».